# Antonio Iznata
Antonio Iznata Dimas (Málaga, España, 7 de julio de 1943-25 de enero de 2019) fue un futbolista español que se desempeñaba como delantero. También fueron futbolistas tanto su hijo Raúl Iznata, como su padre Antonio Iznata Urbano, que fue entrenador del C. D. Málaga.

## Clubes
| Club               | País   | Año       |
| ------------------ | ------ | --------- |
| C. A. Osasuna      | España | 1962-1963 |
| R. C. D. Español   | España | 1963-1964 |
| C. E. L'Hospitalet | España | 1964-1965 |
| Rayo Vallecano     | España | 1965-1967 |
| Real Madrid C. F.  | España | 1967-1968 |
| Real Murcia C. F.  | España | 1968-1970 |
| Real Zaragoza      | España | 1970-1971 |
| Villarreal C. F.   | España | 1971-1972 |